# Mutual Aid Disaster Relief
Mutual Aid Disaster Relief (kurz: MADR, deutsch etwa: Gegenseitige Katastrophenhilfe) ist ein gemeinnütziges, dezentrales Bündnis mehrerer hundert Graswurzelbewegungen, lokaler Initiativen und Organisationen zur Katastrophenhilfe und -prävention nach dem Prinzip gegenseitiger Hilfe. Die Mitglieder sind vor allem in den Vereinigten Staaten (USA) ansässig.

## Historie

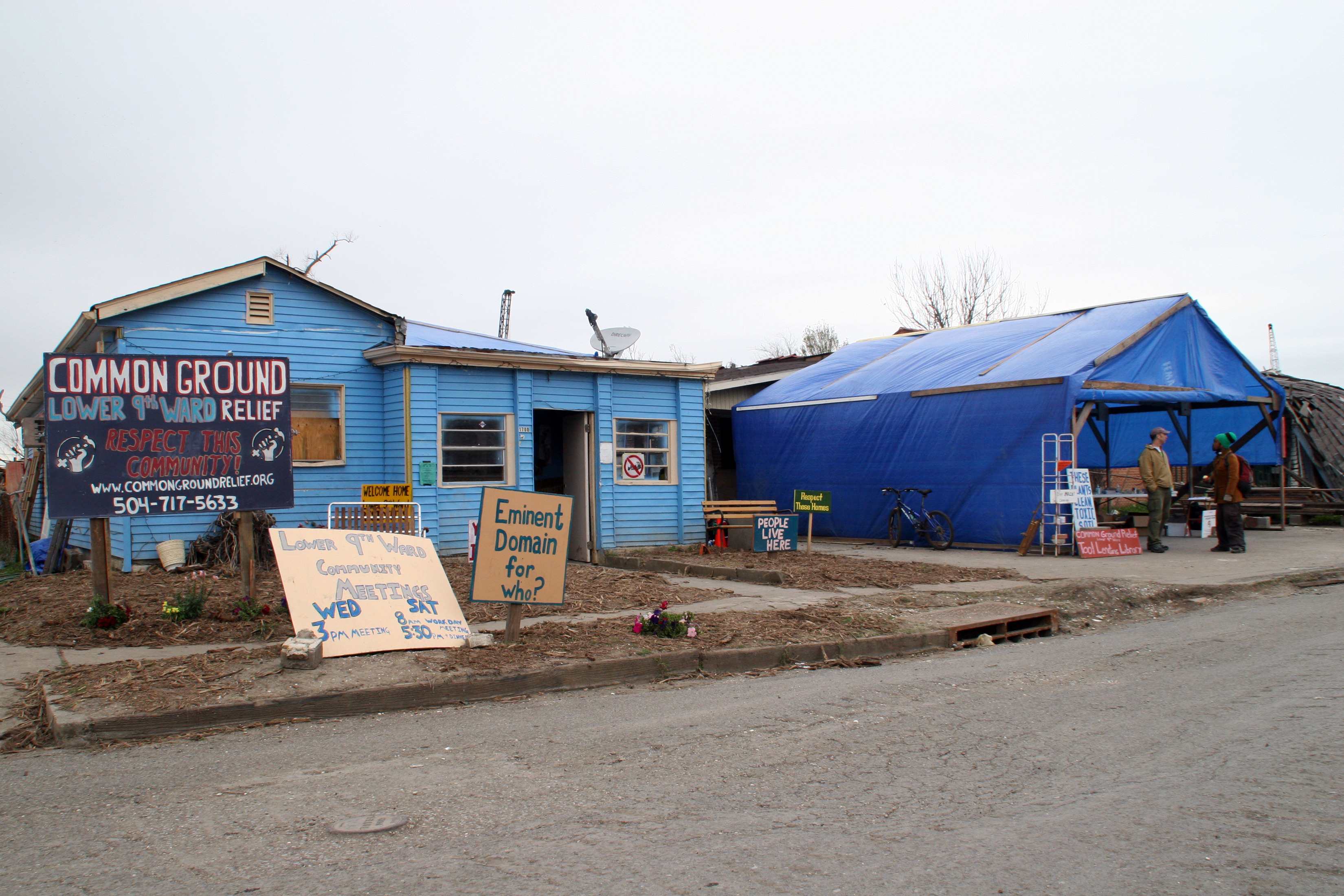
Versorgungszentrum der initialen Common Ground Relief in New Orleans nach Hurrikan Katrina

Als historische Bezüge für die eigene Tätigkeit nennt Mutual Aid Disaster Relief die Selbsthilfe der einheimischen Bevölkerung beim Erdbeben von Mexiko-Stadt 1985 und den Terroranschlägen vom 11. September 2001, bei denen unter anderem gemeinsam Räumarbeiten und die Einweisung von Rettungskräften vorgenommen wurden. Als Gründungszeitpunkt des Netzwerks wird die Einrichtung der Common Ground Clinic, eines selbstorganisierten medizinischen Versorgungzentrums, im Zuge der Katastrophe um Hurrikan Katrina 2005 erachtet, wo es bereits im Vorfeld der Hurrikans zum Zusammenbruch öffentlicher Infrastrukturen kam. Später bildeten sich weitere Ad-hoc-Netzwerke ähnlicher Art wie Occupy Sandy, das Schäden und intakte Gebäude kartierte, Hilfslieferungen koordinierte und über die Katastrophe hinaus fortbestehende Verteilzentren und Gemeinschaftsküchen einrichtete.
Zu weiteren überregional beachteten Engagementfeldern des Bündnisses gehörten beispielsweise Tätigkeiten während der COVID-19-Pandemie. Dabei stellten Initiativen nicht nur persönliche Schutzausrüstung in Form von Masken und Hygieneartikeln her, sondern leisteten zum Teil auch psychosoziale Notfallversorgung und Betreuung.
Inzwischen bilden die Mitgliedsorganisationen von MADR ein weites Spektrum weiterer Einsatzoptionen für verschiedene Naturkatastrophen ab. Dabei bietet MADR als Dachorganisation für verschiedene Zielgruppen auch dauerhafte Telefon-Hotlines für Not- und Katastrophenfälle an.

## Arbeitsweise

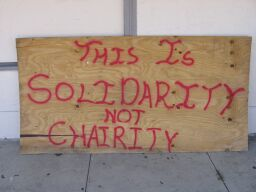
Solidarität, keine Wohltätigkeit – Zentrales Motto von Mutual Aid Disaster Relief

Mutual Aid Disaster Relief wird als „Alternative zur sowohl markt- als auch staatsbasierten Notfallvorsorge“ erachtet. Dabei wird die Zusammenarbeit mit staatlichen Akteuren situationsabhängig als kooperativ, ergänzend oder antagonistisch beschrieben.
Als Grundwerte der Zusammenarbeit bezeichnet das Netzwerk:
1. Solidarität, keine Almosen
2. Selbstbestimmung von Betroffenen und Communities
3. Führung von unten (mandar obedeciendo) und Subsidiarität
4. Autonomes direktes Handeln
5. Intersektionalität in der Bedarfs- und Ursachenermittlung
6. Nachhaltigkeit beim Wiederaufbau
7. Dual Power, im Sinne präfigurativer Governance
8. Kollektive Befreiung

Ein nicht unwesentlicher Teil der Gründungsmitglieder beteiligte sich an der Occupy-Bewegung. Bekanntere Mitglieder sind beispielsweise das genossenschaftliche Netzwerk Cooperation Jackson. Überregional aktive Mitglieder sind unter anderem die Umwelt- und Klimaschutzbewegung Extinction Rebellion (XR) und die Gewerkschaft Industrial Workers of the World (IWW).